# Distrito de Sultanpur
Sultanpur (en hindi; सुल्तानपुर ज़िला, urdu; سلطان پور ضلع) es un distrito de India en el estado de Uttar Pradesh. Código ISO: IN.UP.SU.
Comprende una superficie de 4 436 km².
El centro administrativo es la ciudad de Sultanpur.

## Demografía
Según censo 2011 contaba con una población total de 3 790 922 habitantes.